# Raúl de Gacé
Raúl de Gacé también Ralph d'Évreux († 1051), fue un noble normando, primo y tutor del futuro Guillermo el Conquistador. Hijo de Roberto el Danés, arzobispo de Ruan, y de Herleva. Señor de Gacé, de Varenguebec y de varios otros feudos, condestable de Normandía.

## Biografía
Hijo segundo del arzobispo de Ruan, a la muerte de su padre recibió el señorío de Gacé, mientras que su hermano mayor Ricardo heredó el condado de Évreux. Esta sucesión tuvo lugar en un período problemático de la historia normanda: el duque Roberto I, antes de emprender la peregrinación a Jerusalén, tomó la precaución de hacer reconocer como sucesor a su hijo bastardo, Guillermo, por todos los barones normandos; a principios de julio de 1035, Roberto murió durante la travesía, de suerte que Guillermo se convirtió en duque de los normandos con tan solo siete años, y varios barones aprovecharon para rebelarse y hacerse la guerra, abriendo un largo periodo de anarquía (1037-1047).
Entre 1037 y 1041 hubo un verdadero desfile de regentes-tutores, que casi bajaron a la tumba tomados de la mano: 
- Roberto el Danés murió en 1037;
- Alano III de Bretaña fue asesinado a fines de 1039;
- Gilberto de Brionne, Raúl de Gacé organizó su asesinato en 1040;
- Turquetil de Neufmarché en 1040;
- Osbern de Crépon, asesinado mientras custodiaba el sueño del joven duque.

Si bien el oficio de gobernar en nombre de Guillermo se había convertido en el más peligroso de toda la Galia, Raúl, sin destronar a su primo, se impuso como su nuevo tutor, recibió el cargo de condestable de Normandía y, lo que debe haber sido más importante para él, no fue asesinado. En 1042, marchó con Guillermo –la presencia de este debe haber sido más bien simbólica, pues solo tenía entonces 14 años- contra Thorstein le Goz, vizconde de Hiémois que se había rebelado en Falaise, entretanto, en otra parte del ducado, Roger de Beaumont entraba en guerra y daba muerte a Roger I de Tosny.
En medio de toda esta turbulencia, Raúl usó su posición dominante para quedarse con tierras de los vencidos, e incluso se encargó de distribuir viudas y huérfanas: después de tomar por asalto el castillo de Falaise, se lo quedó para sí, y lo mismo hizo con algunos feudos de Tosny; la viuda de este, Gotelina, debió casarse con Ricardo –el hermano de Raúl-; y su hija Adelisa de Tosny se comprometió con Guillermo FitzOsbern, aunque una y otro tan solo tenían diez años.
Raúl fue el hombre fuerte de Normandía hasta 1047, pero después de la batalla de Val-ès-Dunes, Guillermo lo desterró de la corte y debió retirarse a sus tierras.

## Matrimonio y descendencia
Se casó con Basilia de Flaitel (c. 1025-1099), hija de Gerard Flaitel, con la que tuvo un hijo:
- Roberto († 1064), señor de Gacé. Llegó a ser heredero de su tío Ricardo, pero Guillermo anexó los feudos de este al dominio ducal. Murió sin descendencia.[3]

Al enviudar, Basilia casó con Hugo III de Gournay (c. 1020-1093), descendiente de Eudes de Gournay.